# Liste von Sehenswürdigkeiten im Saarland
Diese Liste von Sehenswürdigkeiten im Saarland enthält Sehenswürdigkeiten im Saarland, das als Bundesland das kleinste der deutschen Flächenländer und gemessen an der Einwohnerzahl das zweitkleinste Bundesland (vor Bremen) ist. Dadurch ergibt sich auf recht übersehbarem Raum eine Fülle an besuchenswerten Örtlichkeiten aus den Bereichen Natur und Technik, wie auch jede Menge Baudenkmäler und Kunstwerke, die es zu entdecken gilt. Die folgenden Übersichten nennen und beschreiben, ohne Anspruch auf Vollständigkeit, die wesentlichen Sehenswürdigkeiten dieses Landes.

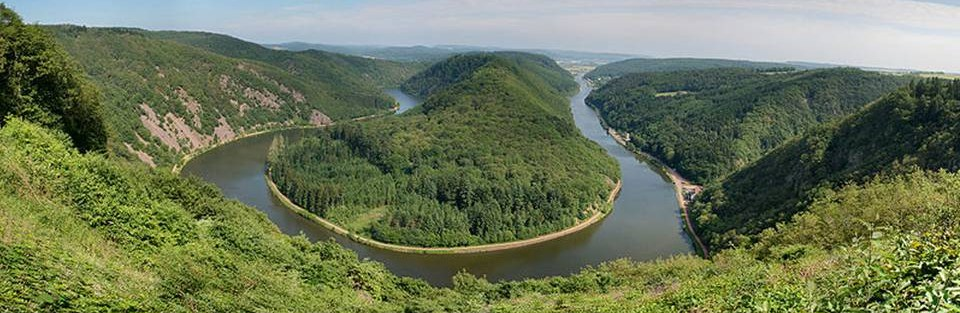
Saarschleife und Montclair-Berg von der Cloef aus gesehen

## Natur

### Naturdenkmäler
- Die Saarschleife ist gewissermaßen das Wahrzeichen des Saarlandes. Die beste Sicht auf die Saarschleife bietet die Cloef bei Orscholz.
- Der Stiefel bei St. Ingbert ist ein von der Natur geformter, sagenumwobener Fels in Form eines umgedrehten Stiefels.
- Die Felsenwege in St. Arnual führen in mehreren Etagen durch eine Felswand entlang der Saar.
- Der Felsenpfad in Kirkel wartet mit beeindruckenden Felsformationen auf.
- Der Brennende Berg in Dudweiler ist ein vor über 300 Jahren in Brand geratenes Kohleflöz.
- Die Niedaltdorfer Tropfsteinhöhle in Niedaltdorf ist eine 120 Meter lange Schauhöhle.

### Landschaften
- Biosphärenreservat Bliesgau
- Saargau
- Schwarzwälder Hochwald/Nationalpark Hunsrück-Hochwald
- Sankt Wendeler Land
- Warndt
- Sankt Ingbert-Kirkeler Waldgebiet

### Gewässer

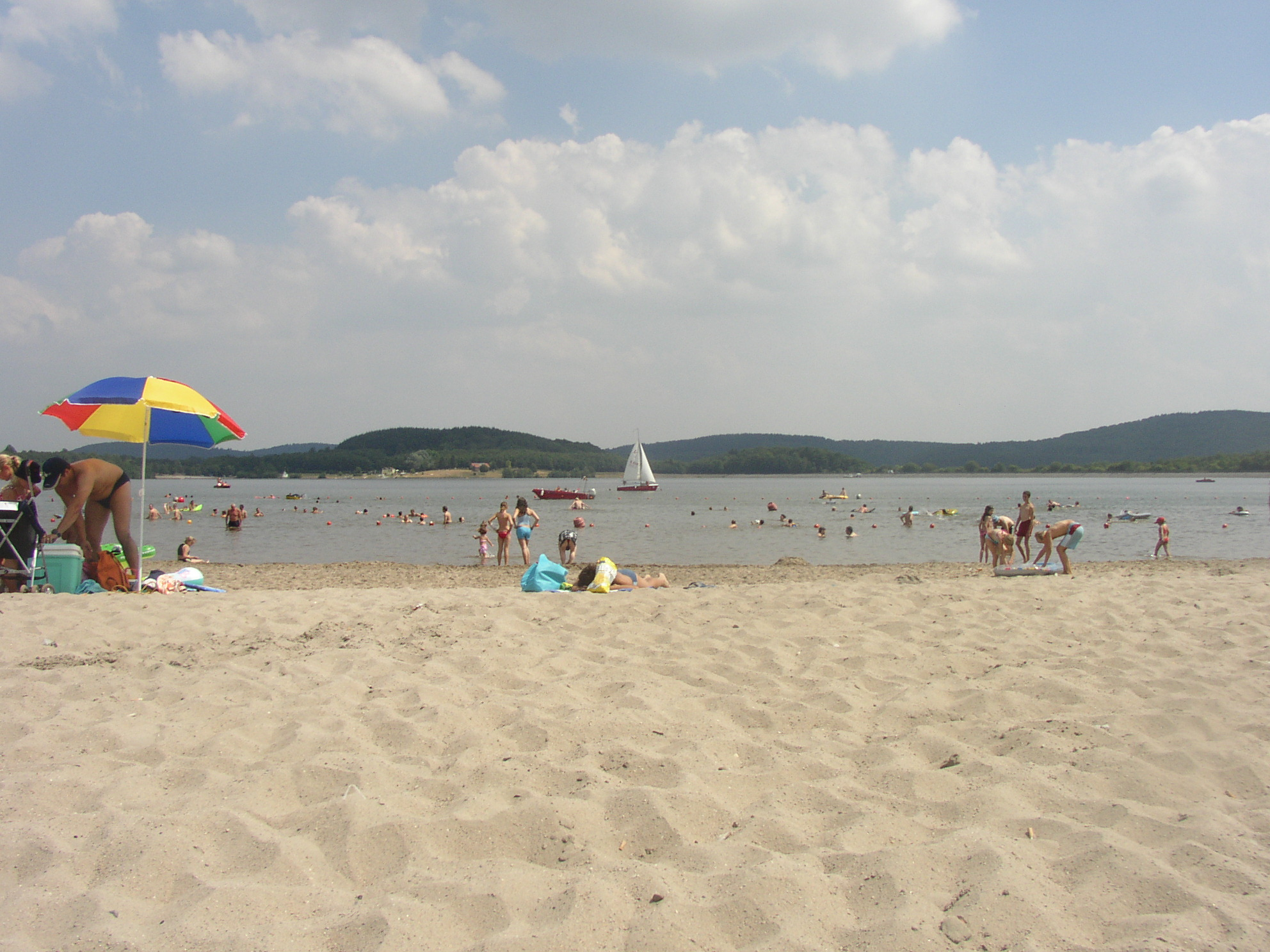
Bostalsee

- Die Saar. Im Zusammenhang mit dem Saarkanal ein abwechslungsreicher, grenzüberschreitender Wasserweg für die Freizeitschifffahrt.
- Der Bostalsee ist ein großer Stausee mit Badestrand.
- Die Primstalsperre auf der Grenze zu Rheinland-Pfalz
- Auch im Stausee Losheim kann man baden.
- Die Nied, ein Nebenfluss der Saar, lädt zum Wandern, Baden und Kanu fahren ein.
- Die Blies ist ein ca. 100 km langer Fluss, der von Nord nach Süd durch das Saarland und durch Lothringen fließt. An seinem Unterlauf ist Kanu fahren möglich.

## Bauwerke

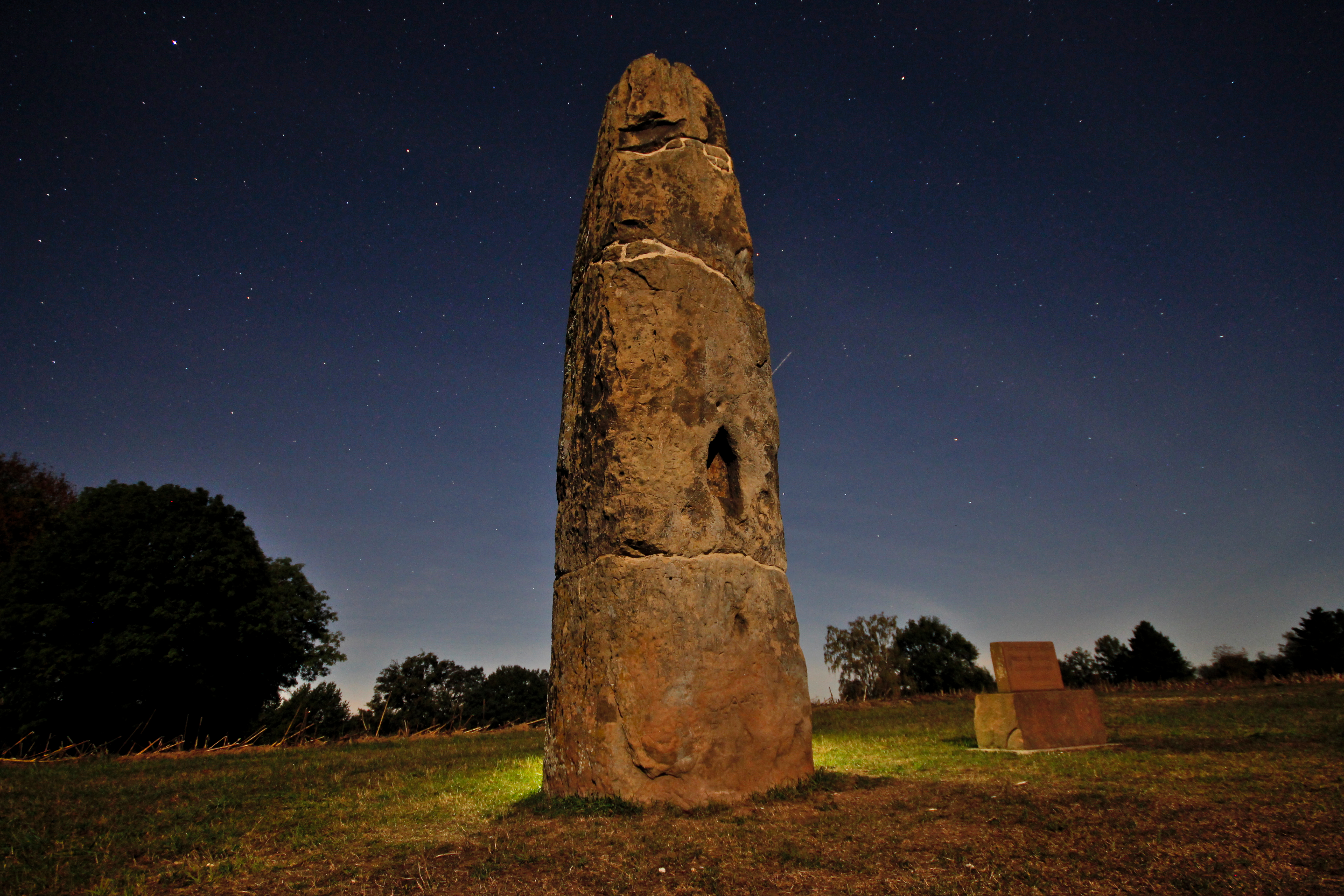
Gollenstein bei Blieskastel

### Vorgeschichte
- Der Gollenstein ist ein 7,80 m hoher Menhir bei Blieskastel; etwa 6 m des Hinkelsteins ragen aus der Erde. Sein Alter wird auf 4000 Jahre geschätzt. Er gilt als der größte Menhir Mitteleuropas.
- Der Spellenstein in Rentrisch ist ein ebenfalls etwa 4000 Jahre alter, knapp 5 m hoher Monolith, den die Ortsbebauung nach 1900 eingeholt hat. In Anlehnung an eine Sage wird er im Volksmund Riesenwetzstein genannt.
- Der Hinkelstein von Walhausen ist ein ca. 2,5 m hoher Menhir, etwa 4000 Jahre alt, mit einem Gewicht von 13 t.

### Kelten

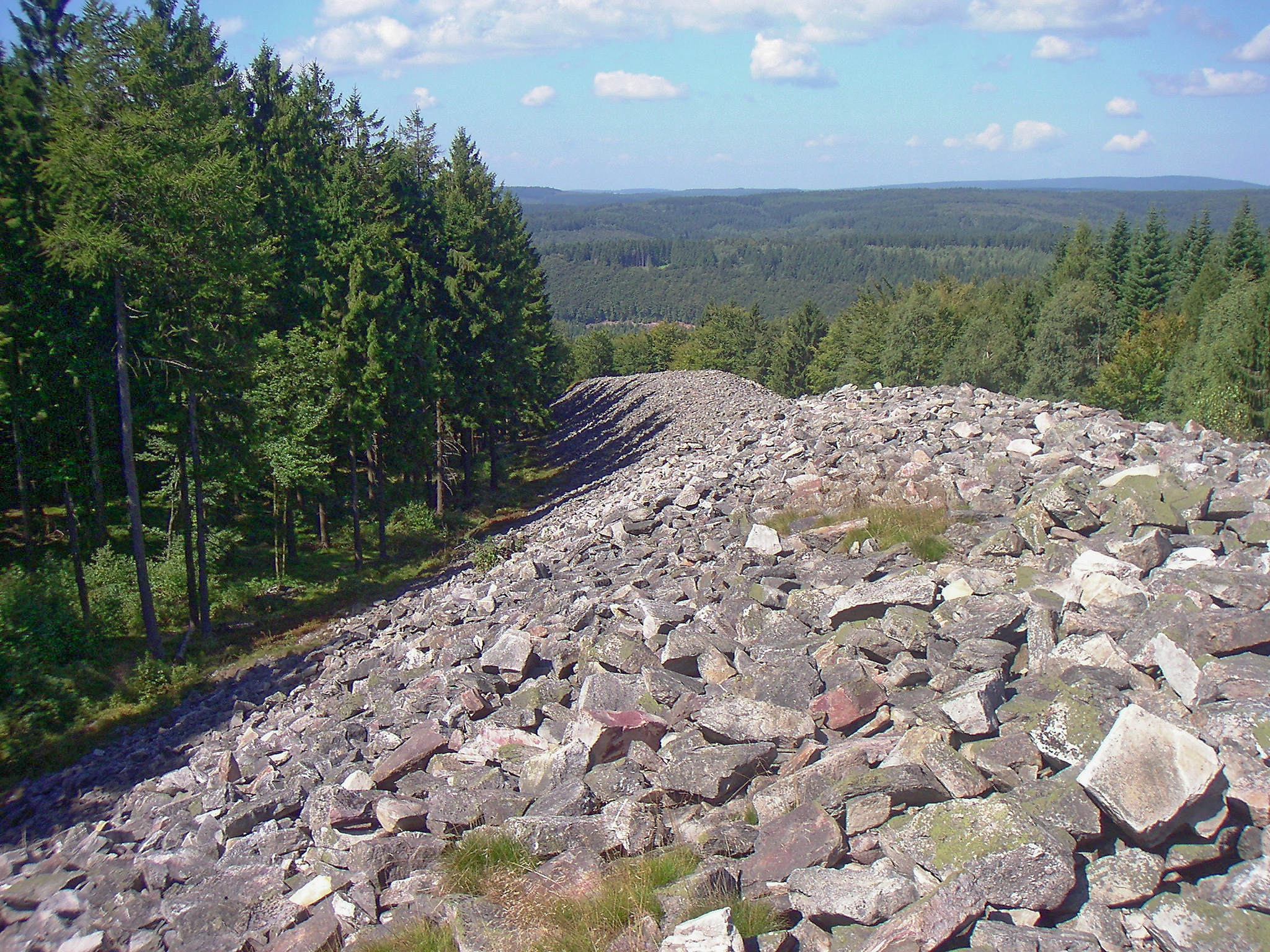
Keltischer Ringwall von Otzenhausen (Hunnenring)

- Die Überreste des Hunnenringes bei Otzenhausen, einer der größten erhaltenen Schutzwallanlagen aus keltischer Zeit, etwa 150–30 v. Chr.
- Der Europäische Kulturpark Bliesbruck-Reinheim mit einem 1954 entdeckten Grab einer keltischen Fürstin aus der Zeit um 400 v. Chr. erstreckt sich beiderseits der deutsch-französischen Grenze.
- Keltisch-römische Ausgrabungen im Varuswald bei Tholey (1.–4. Jahrhundert n.C.)
- Eine ehemalige keltische Siedlung befindet sich auf dem Momberg bei Gronig, dort sind auch heute noch die Überreste eines Ringwalls zu sehen.[1]

### Römer

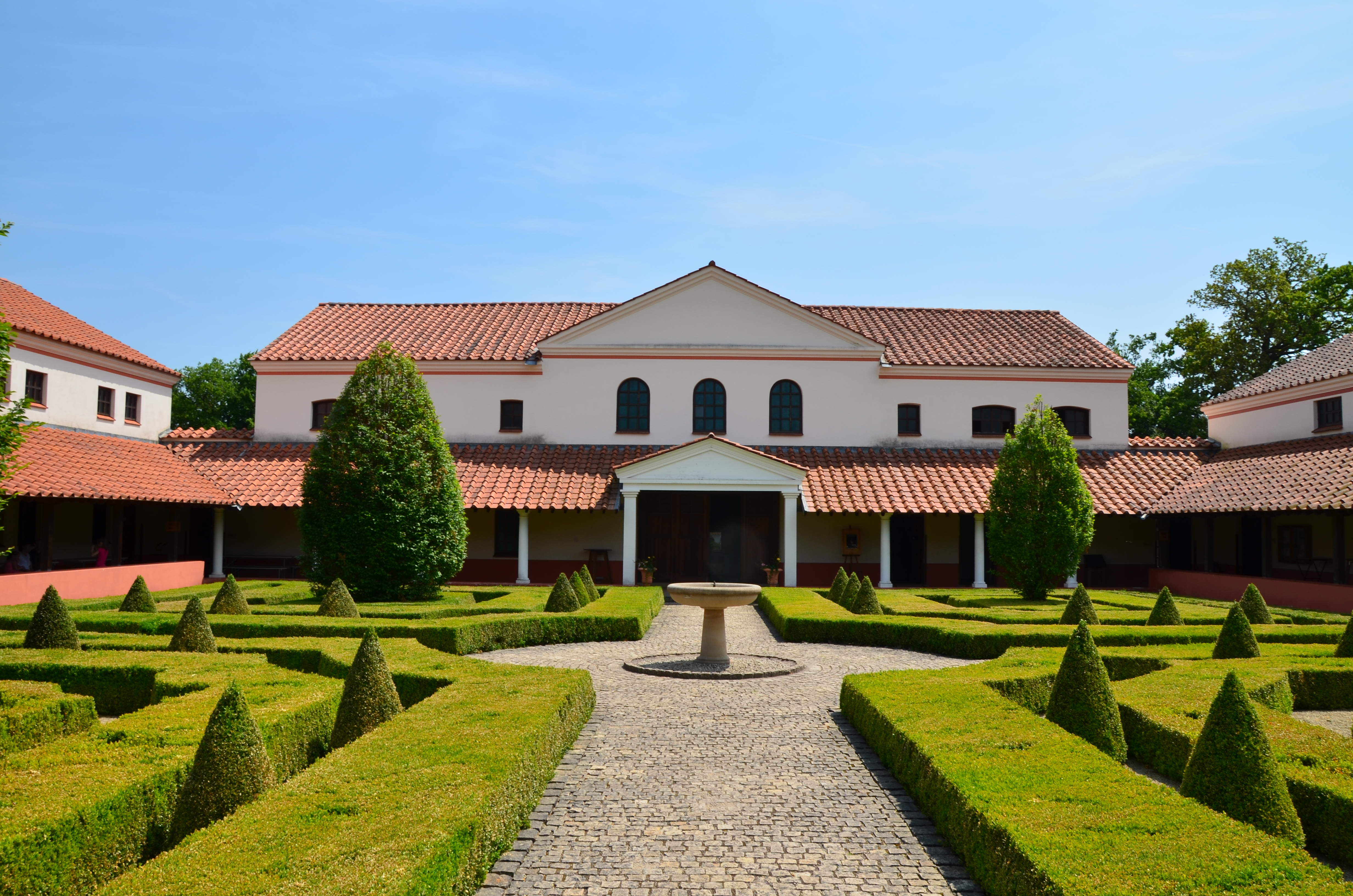
Villa Borg

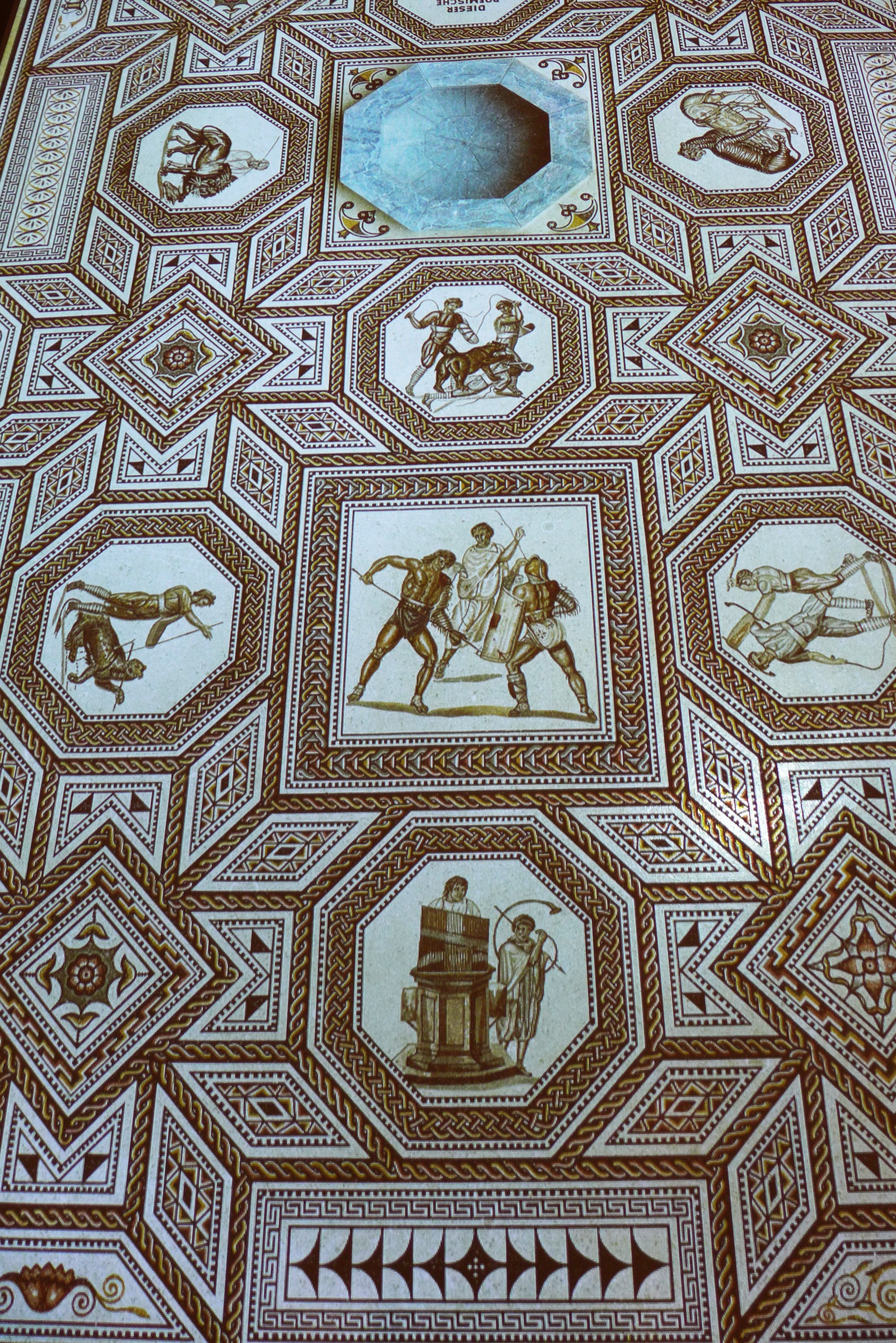
Nennig, Mosaikfußboden

- Die Römische Villa Borg wurde weitgehend rekonstruiert, inklusive Gartenanlage.
- In der römischen Villa in Nennig befindet sich der größte und besterhaltene römische Mosaikfußboden nördlich der Alpen.
- Funde aus dem römischen Vicus Contiomagus sind im Museum in Pachten zu sehen.
- Das Römermuseum in Homburg-Schwarzenacker zeigt eine teilweise rekonstruierte römische Etappenstadt.
- Mithrasheiligtum auf dem Halberg in Saarbrücken
- Der Europäische Kulturpark Bliesbruck-Reinheim zeigt auf einem grenzübergreifenden Areal in Deutschland und Frankreich die Ausgrabungen einer zunächst keltischen und später römischen Siedlung. Bekannt ist das Grab einer Fürstin der Kelten mit reichen Schmuckbeigaben.
- Der Emilianus-Stollen ist Teil eines römischen Kupferbergwerks am Steilhang des Saargaus

### Mittelalter

#### Wehrbauten
- Die Burg Kirkel.
- Die Teufelsburg in Felsberg.

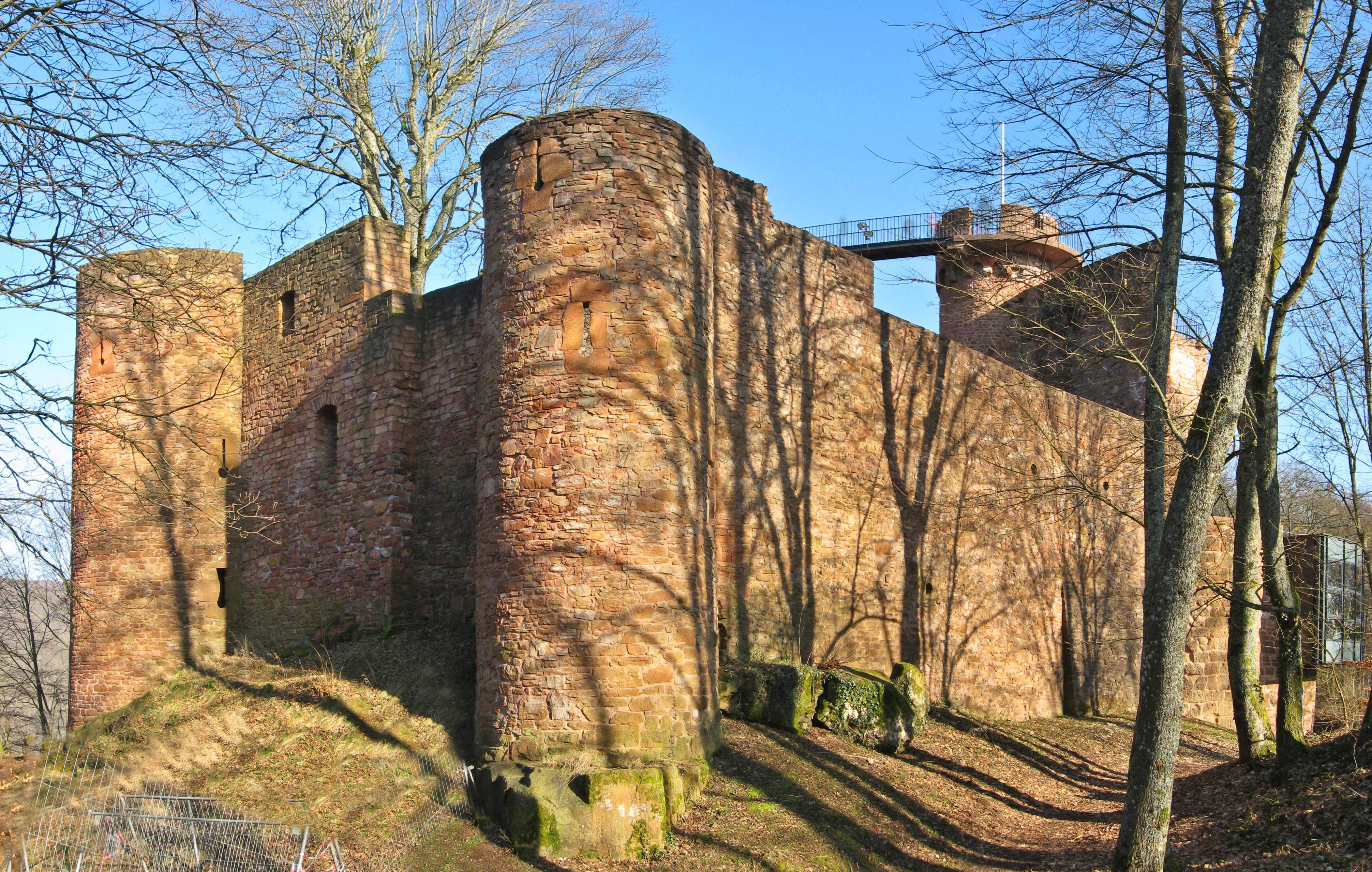
Montclair

- Die Siersburg in Rehlingen-Siersburg.
- Die Burg Montclair an der Saarschleife.
- Die Burg Kerpen in Illingen
- Die Merburg in Kirrberg
- Das Stiefeler Schloss bei St. Ingbert
- Die künstlich geschaffenen Schlossberghöhlen in Homburg sind das größte System von Buntsandsteinhöhlen in Europa.

#### Stadtanlagen

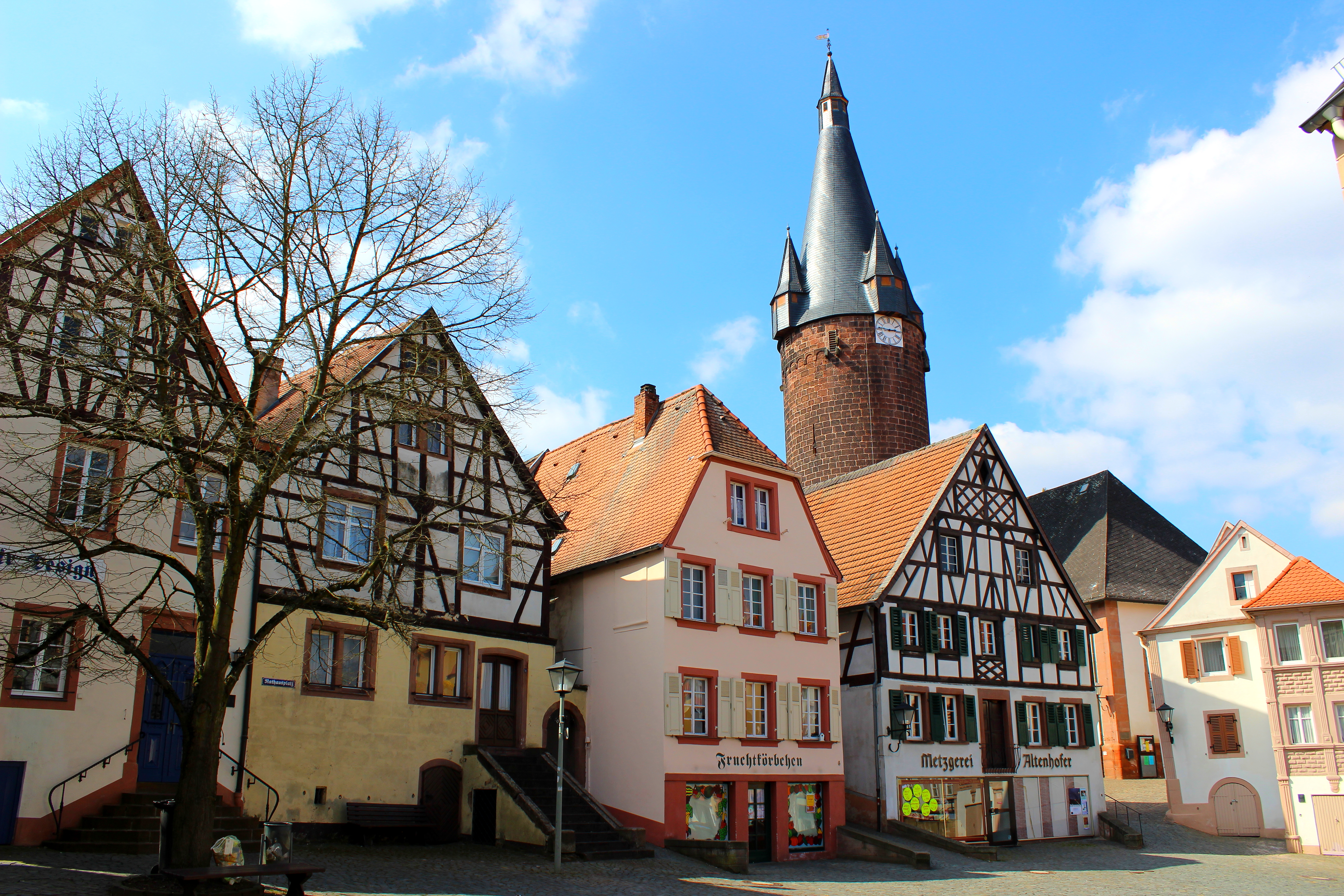
Ottweiler, Rathausplatz

- Der mittelalterlich-frühneuzeitliche Stadtkern von Ottweiler

#### Sakralbauten

##### Romanik

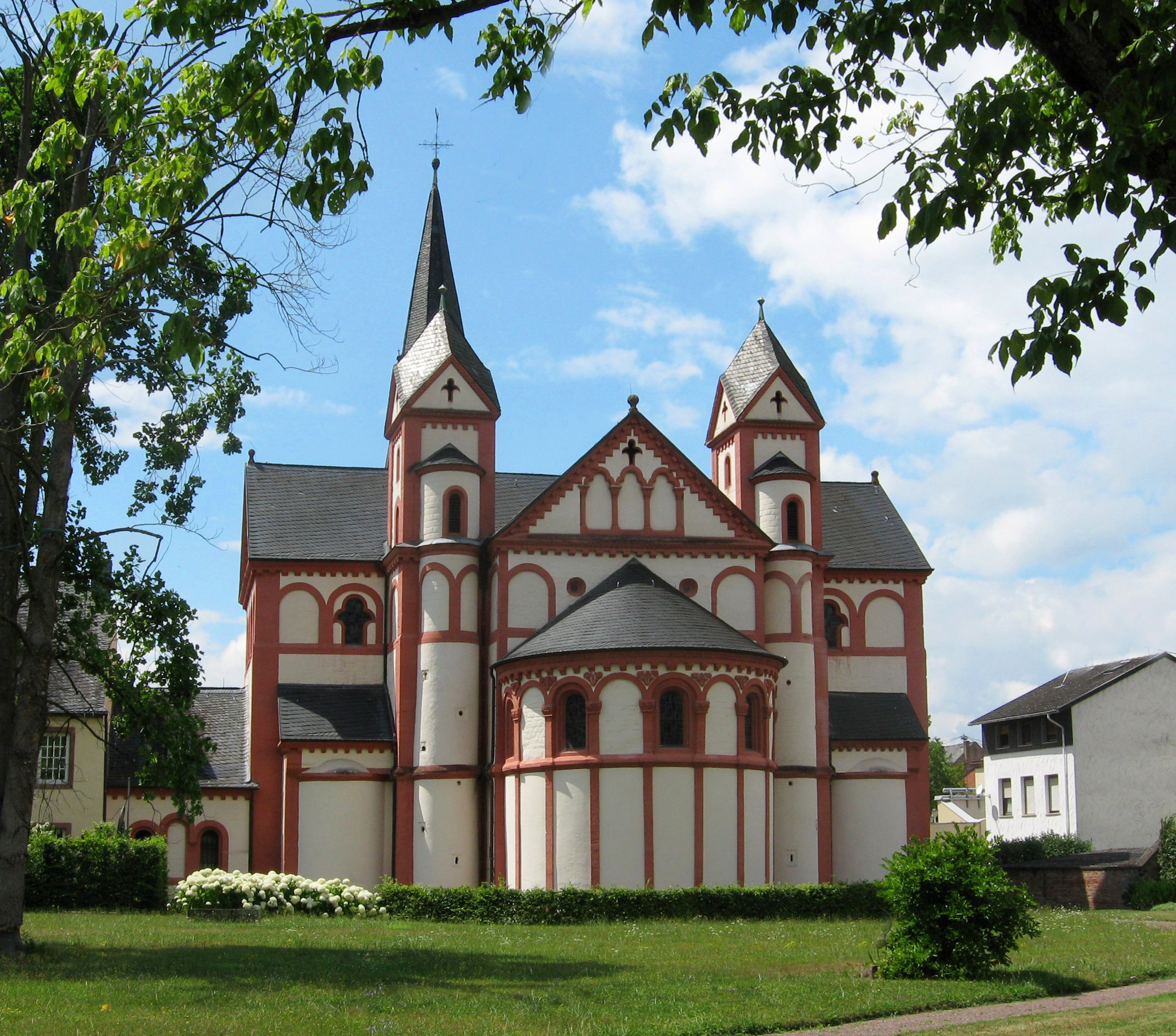
Merzig, St. Peter

- Alter Turm in Mettlach: Das Bauwerk wurde um die Jahre 990 bis 994 durch den damaligen irischen Abt Lioffin  als ottonische Grabkapelle des heiligen Lutwinus gebaut, der um das Jahr 675 das Kloster Sankt Peter und Maria in Mettlach gegründet hatte.
- Kloster Wörschweiler: Die Abtei wurde im 12. Jahrhundert an der Stelle einer römischen Anlage errichtet. In der Reformation wurde das Kloster aufgehoben und zu Beginn des 17. Jahrhunderts bei einem Brand zerstört.
- St. Peter (Merzig): Die Anfang des 13. Jahrhunderts vollendete ehemalige Klosterkirche ist die größte erhaltene romanische Kirche des Saarlandes.

##### Gotik

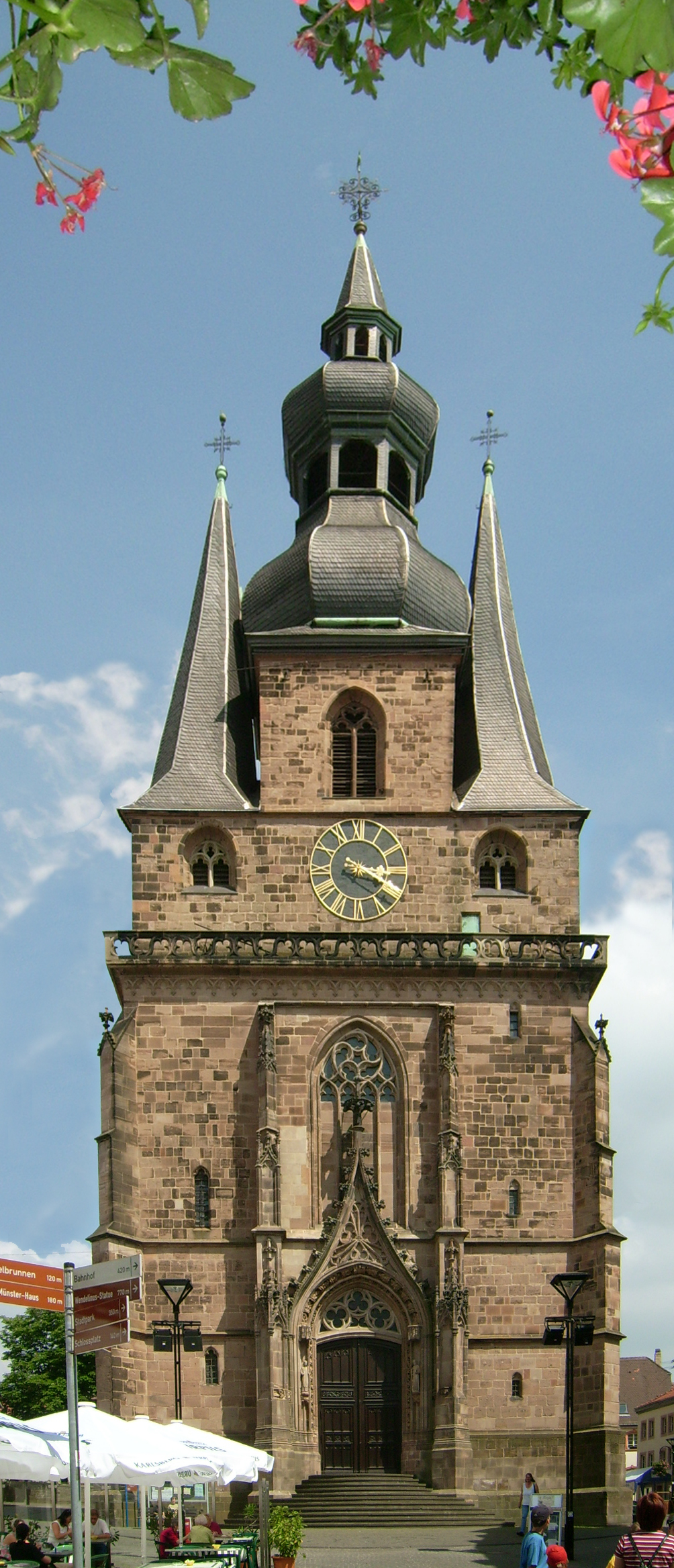
Wendalinusbasilika in St. Wendel

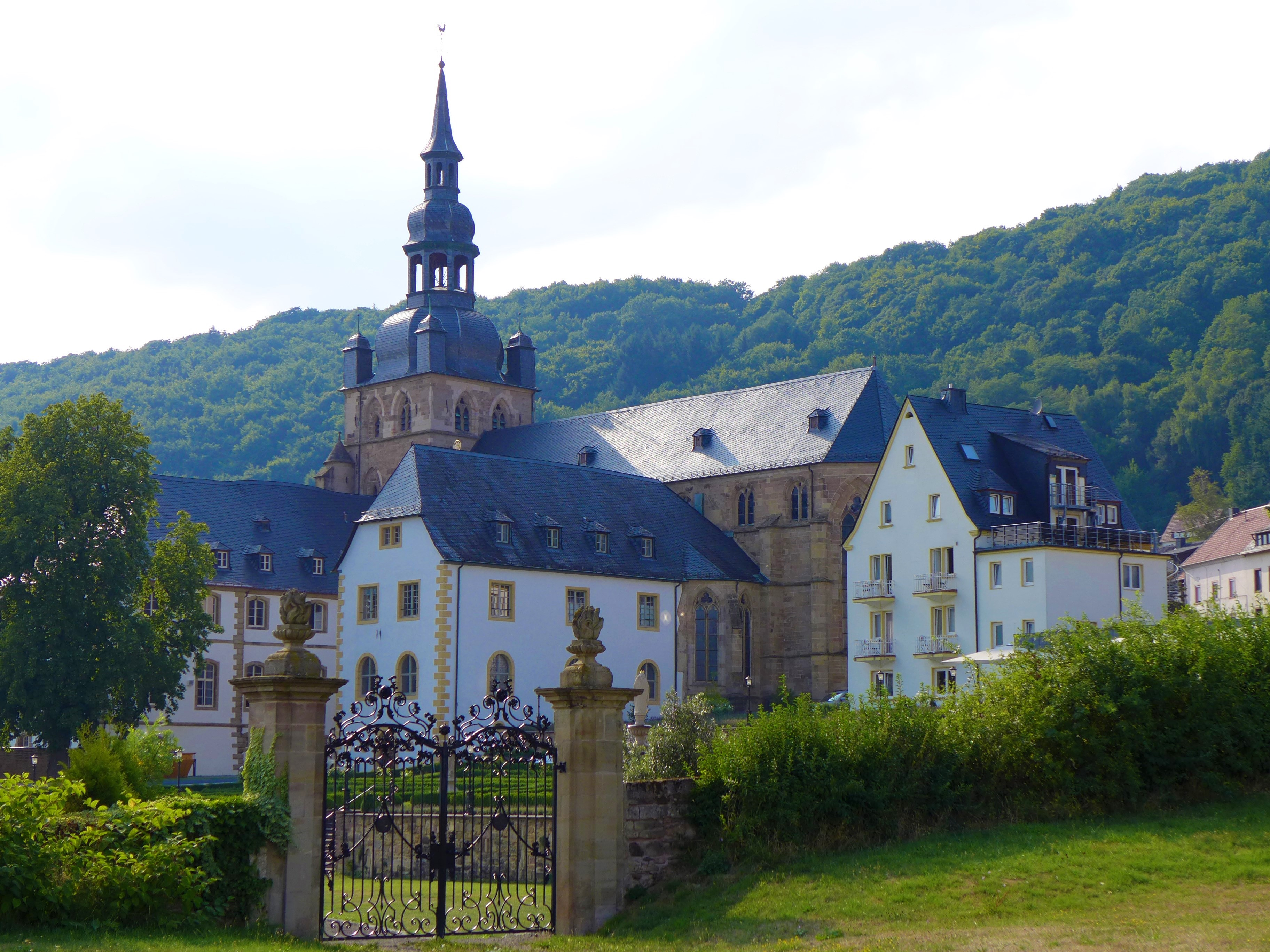
Benediktinerabtei St. Mauritius (Tholey)

- Die Wendalinusbasilika in St. Wendel
- Stift Sankt Arnual: Die Stiftskirche in Saarbrücken-St. Arnual ist ein ehemaliges Augustiner-Chorherren-Stift im heute zu Saarbrücken gehörenden Stadtteil Sankt Arnual, das in der Reformationszeit in ein evangelisches Stift umgewandelt wurde. Der Bau der heutigen hochgotischen Stiftskirche wurde 1315 begonnen und wohl Ende des 14. Jahrhunderts abgeschlossen. Hier befindet sich eine der Grablegen der Grafen von Saarbrücken, ausgestattet mit Grabdenkmalen aus der Zeit des Spätmittelalters bis ins 17. Jahrhundert, darunter auch das Grab der Elisabeth von Lothringen.
- Die Deutschherrenkapelle ist das älteste Gotteshaus in Saarbrücken. Sie ist ein Überbleibsel der Niederlassung des Deutschen Ritterordens.
- Die Ruine des Klosters Wörschweiler, einer ehemaligen Zisterzienserabtei bei Homburg
- Benediktinerabtei St. Mauritius (Tholey): Die heute noch bestehende Klosteranlage erhebt sich auf den Trümmern einer früheren römischen Bäderanlage. Vermutlich noch im 7. Jahrhundert bildete sich an dieser Stelle eine Klerikergemeinschaft zunächst columbanischer Prägung. Die heutige Abteikirche ist eine querhauslose dreischiffige frühgotische Anlage aus der Mitte und zweiten Hälfte des 13. Jahrhunderts.

### Renaissance
- Der Sulgerhof, mit der vermutlich ältesten noch erhaltenen frühneuzeitlichen Küche des Saarlandes (2. Hälfte des 16. Jahrhunderts), in Ormesheim in der Gemeinde Mandelbachtal

### Barock

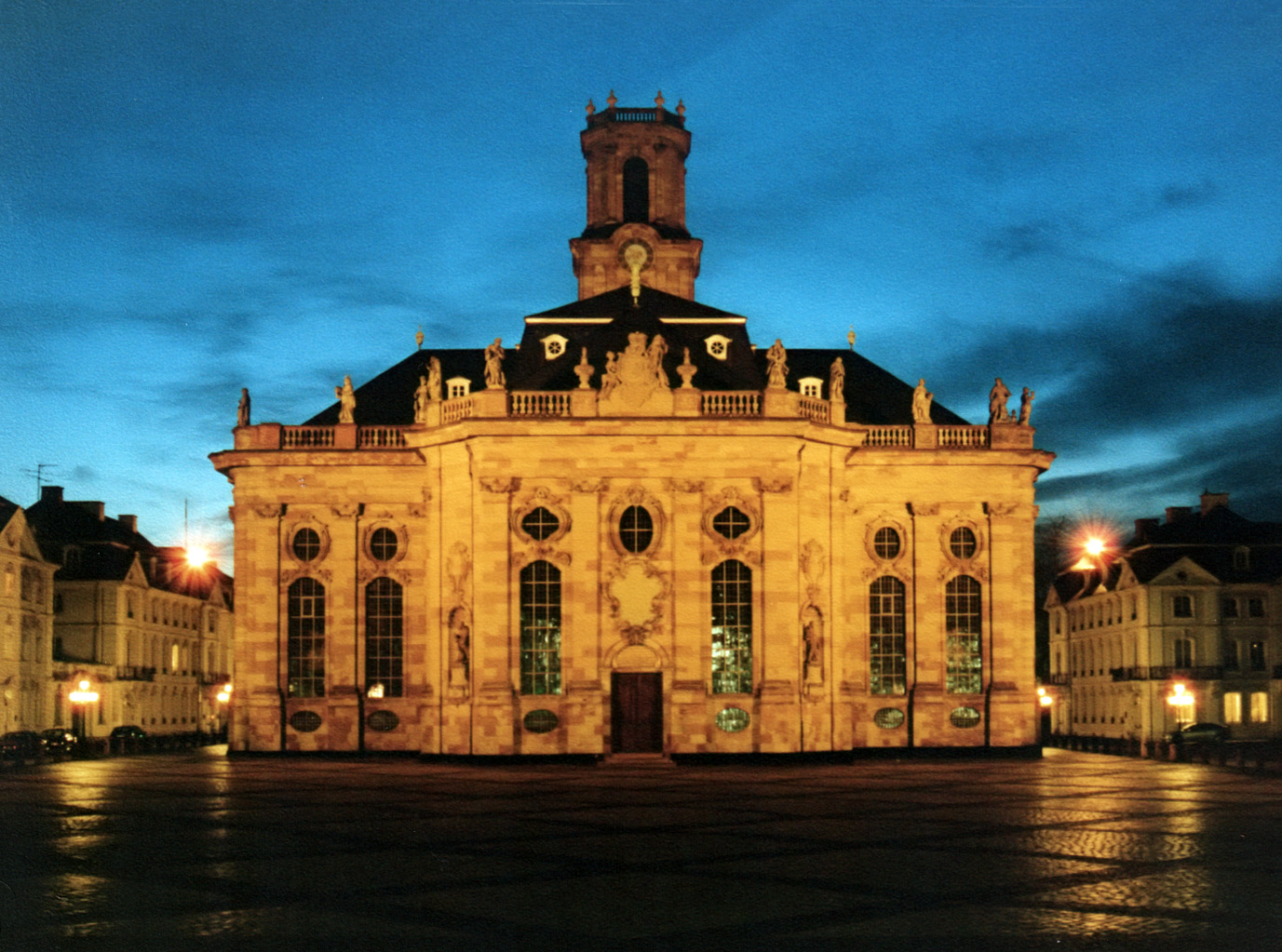
Ludwigskirche (Saarbrücken)

- Die Klosterruine Gräfinthal in Mandelbachtal
- Die Innenstadt und Schlosskirche von Blieskastel bilden ein geschlossenes Barockensemble.
- Das Ensemble der Ludwigskirche und des sie umgebenden Ludwigsplatzes mit Randbebauung in Saarbrücken gilt als Musterbeispiel einer einheitlich am Reißbrett geplanten barocken Platzanlage.
- Der Sankt Johanner Markt mit der „Basilika Sankt Johann“ bilden ein harmonisches Ensemble.
- Saarlouis ist eine barocke Festungsstadt. Die Festungsanlagen sind teilweise erhalten.
- Die Hohenburg, eine größtenteils zerstörte Festung vaubanschen Stils auf dem Schlossberg bei Homburg.
- Herrenhaus im Empirestil des Freiherren Wahlster in Heusweiler-Bietschied, heute Sanatorium der RAG. Im Gestüt des Freiherrn Wahlster wurden die persönlichen Pferde Napoléon Bonapartes gezüchtet und eingeritten.
- Schlossplatz in Saarbrücken mit dem barocken Alten Rathaus und dem Saarbrücker Schloss.

### Klassizismus
- Schloss Karlsberg, klassizistische Schlossanlage nach Vorbild von Schloss Versailles auf dem gleichnamigen Karlsberg bei Homburg, nur noch Fundamente und Teile der Parkanlage erhalten, auf (mittels im Internet verfügbaren mp.3-Dateien auch vertontem) Rundwanderweg zu besichtigen.
- Evangelische Kirche Bischmisheim: Der Saarbrücker Baumeister Johann Adam Knipper der Jüngere errichtete den oktogonalen Bau in den Jahren von 1822 bis 1824 nach Plänen von Karl Friedrich Schinkel.

### Historismus

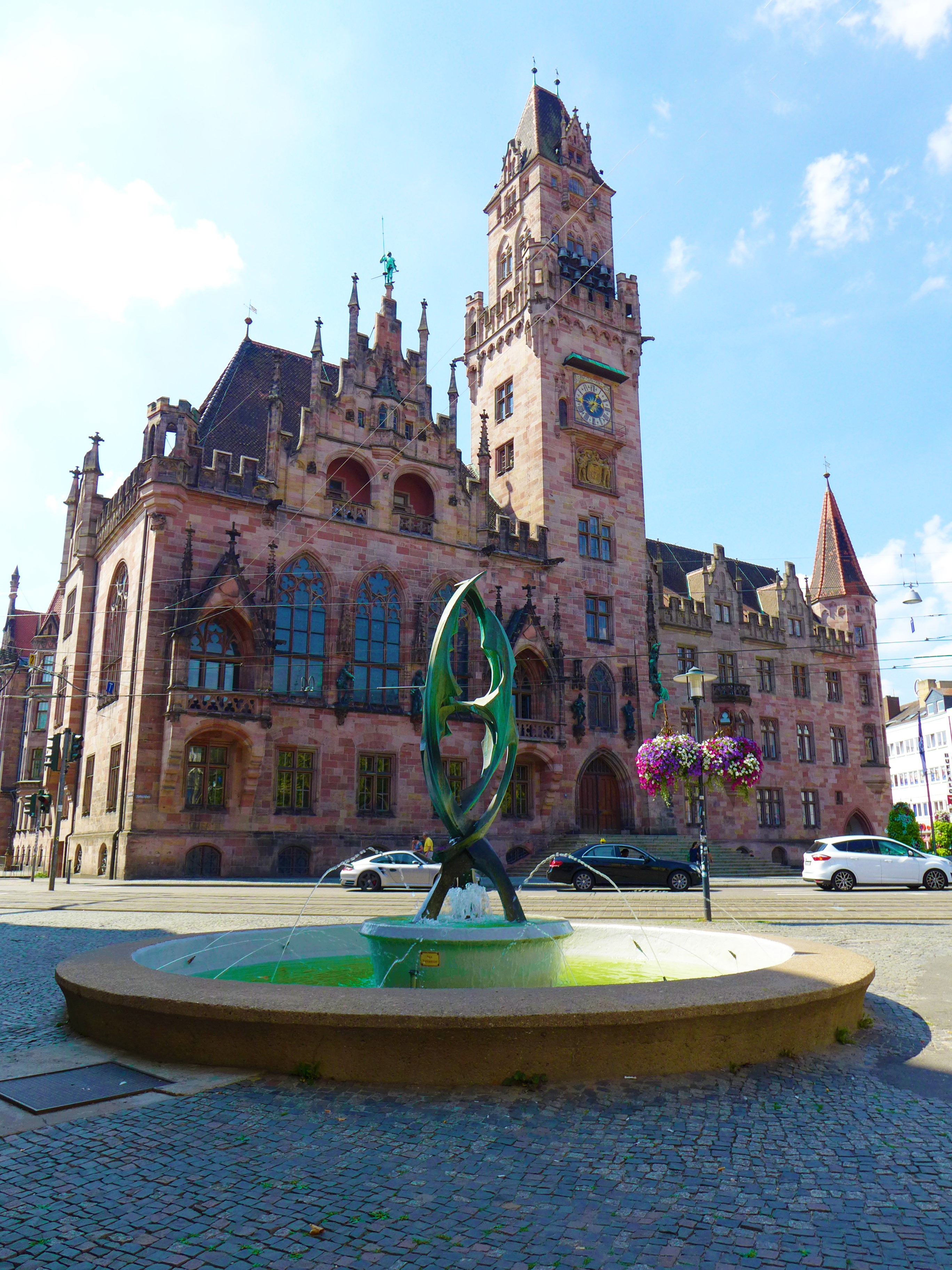
Rathaus St. Johann mit Phönixbrunnen

- Bergwerksdirektion Saarbrücken: Das von 1877 bis 1880 nach Plänen der Architekten Martin Gropius und Heino Schmieden im Stil der Neorenaissance mit Anklängen an die florentinische Frührenaissance errichtete Verwaltungsgebäude beherbergte die Verwaltung der saarländischen Bergwerke
- Rathaus St. Johann: Das Rathaus der Landeshauptstadt Saarbrücken wurde als Rathaus der damals selbständigen Stadt St. Johann an der Saar in den Jahren 1897 bis 1900 nach den Entwürfen von Georg von Hauberrisser im Stil der Neospätgotik erbaut, der unter anderem auch das Neue Rathaus in München gestaltete. Das Rathaus St. Johann ist das größte neogotische Profangebäude des Saarlandes.
- Saardom („Katholische Pfarrkirche zum allerheiligsten Sakrament“): Die neospätromanische Kirche in Dillingen/Saar gilt neben der St. Johanner St. Michaelskirche als größter Sakralbau des Saarlandes.

### Moderne

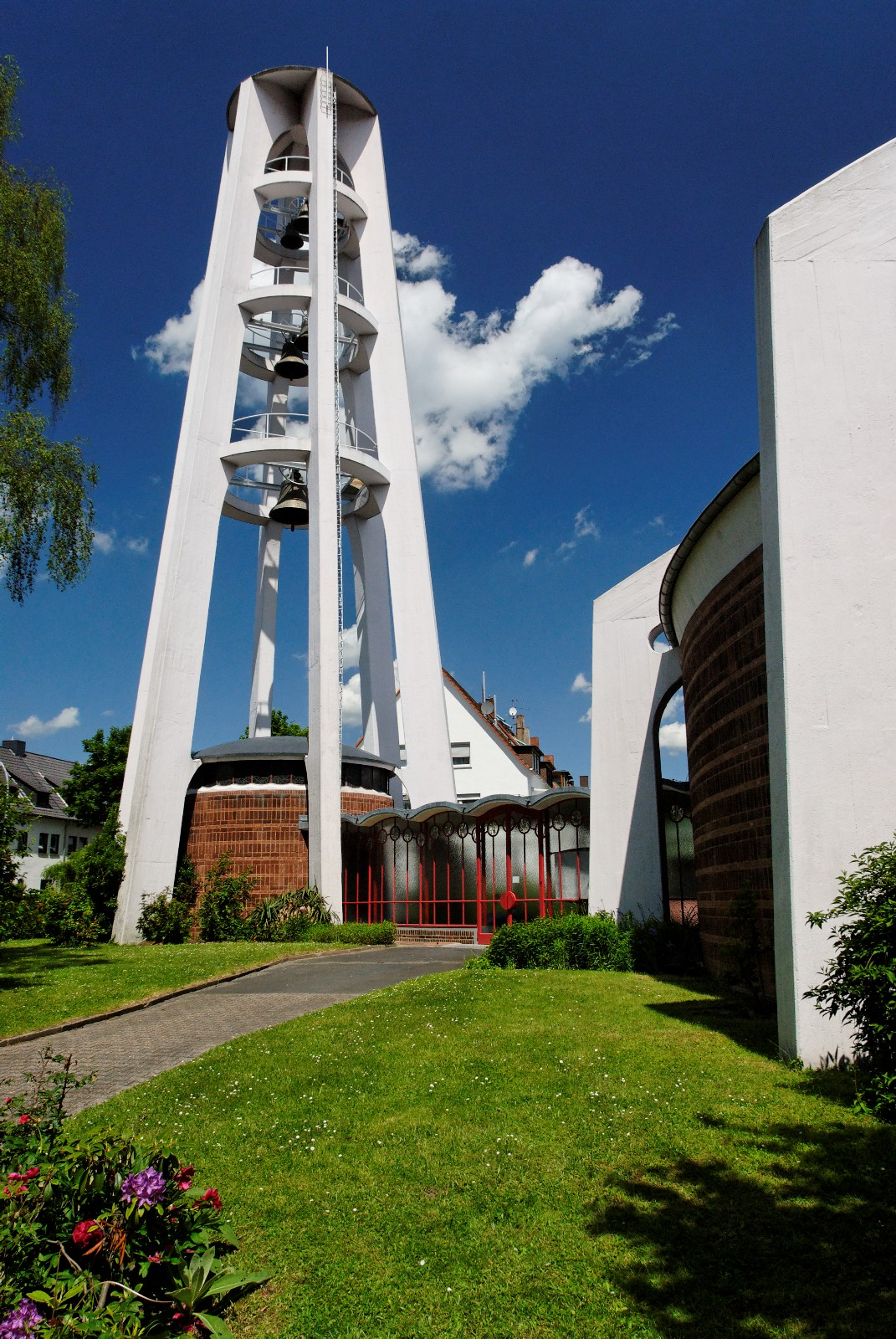
St. Albert, Campanile

- Villa Obenauer: Die großbürgerliche Villa wurde in den Jahren 1905–1907 nach Entwürfen von Peter Behrens in Saarbrücken erbaut. Das Gebäude gilt als bedeutendes Zeugnis der Entwicklungsgeschichte der modernen Architektur im 20. Jahrhundert
- St. Agatha (Merchingen (Merzig)): Das vom Wiener Architekten Clemens Holzmeister im Jahr 1928 entworfene Kirchengebäude gilt als richtungsweisend für die modernere Kirchenarchitekturgeschichte im deutschsprachigen Raum.
- Französische Botschaft in Saarbrücken: Das ehemalige französische Botschaftsgebäude, das der französische Architekt und Städteplaner Georges-Henri Pingusson im Stil des Mouvement Moderne schuf, zählt zu seinen bedeutendsten Bauten.
- St. Albert (Saarbrücken): Das im Jahr 1950 von den Architekten Dominikus und Gottfried Böhm entworfene Sakralgebäude gilt als Paradebeispiel des modernen Zentralbaues.
- Maria Königin (Saarbrücken): Die Marienkirche wurde durch den Kölner Kirchenarchitekt Rudolf Schwarz entworfen. Der Baubeginn war am 8. Dezember 1954, dem Fest der Unbefleckten Empfängnis. Die Grundsteinlegung fand am 31. Mai 1956 statt, die Konsekration beging man am 31. Mai 1959, jeweils am damaligen Termin des Festes Maria Königin.

### Mahnmale und Gedenkstätten
- Gestapozelle im Saarbrücker Schloss, Teil des Historischen Museums Saar
- Gedenkstätte Neue Bremm
- Grabstätte der russischen Kriegsgefangenen und Fremdarbeiter auf dem Friedhof in Heusweiler
- Platz des Unsichtbaren Mahnmals vor dem Saarbrücker Schloss

### Moderne (Denkmale, Skulpturenpfade, Türme …)
- Europadenkmal in Berus
- Hindenburgturm in Bexbach
- Saarpolygon, stählerne Skulptur in Ensdorf (Saar) und Denkmal zur Erinnerung an den Steinkohlebergbau im Saarrevier
- Wortsegel, eine Stahlplastik in Tholey

## Technik
- Weltkulturerbe Völklinger Hütte
- Museumsbahn Ostertalbahn
- Neunkircher Hüttenweg und Hüttenpark
- Saarländisches Bergbaumuseum in Bexbach
- Optische Telegrafenstationen in Mandelbachtal
- Erlebnisbergwerk Velsen der Grube Velsen in Klarenthal
- Das Erbe und Gondwana-Park in Landsweiler-Reden

## Kunst im öffentlichen Raum

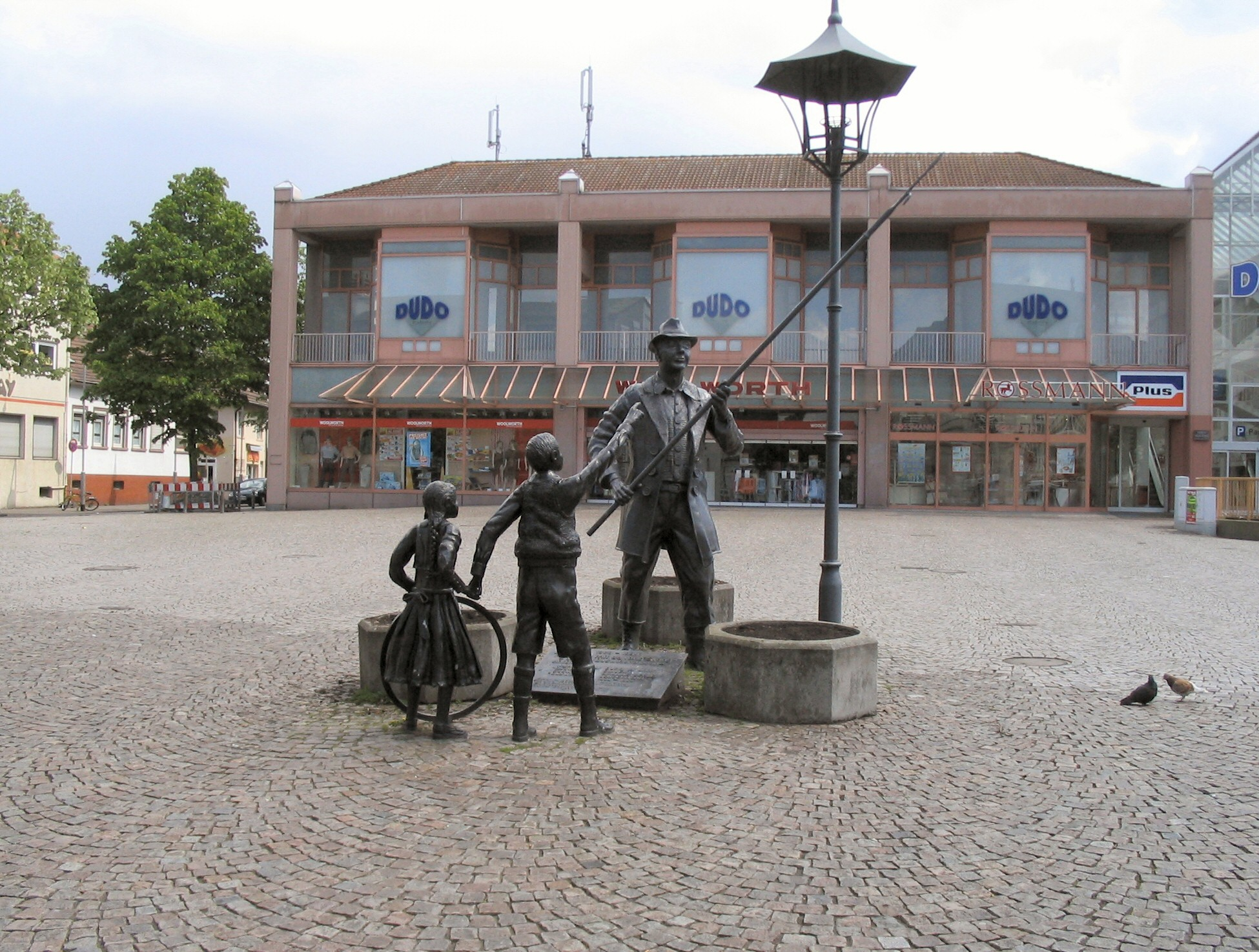
De Monn mit da long Stong (Bronzeplastiken von Zoltan Hencze) in Dudweiler

- Das internationale Bildhauersymposion Steine an der Grenze bei Merzig besteht aus Skulpturen verschiedener Künstler, die auf der deutsch-französischen Grenze an Ort und Stelle entstanden sind.
- Die Straße der Skulpturen bei St. Wendel folgt einem Stück des Saarland-Rundwanderweges.

Das Institut für aktuelle Kunst im Saarland bietet in seinem Online-Kunstlexikon eine Übersicht über die Kunstwerke im öffentlichen Raum im Saarland.

## Museen
- Das Abenteuermuseum von Heinz Rox-Schulz befand sich bis vor einiger Zeit im Alten Rathaus in Saarbrücken. Derzeit sucht der Förderverein des Museums neue Räumlichkeiten für die Ausstellung.
- Das Museum Haus Ludwig in Saarlouis bietet wechselnde Ausstellungen.
- Das Historische Museum Saar am Saarbrücker Schloss bietet einen interessanten Einblick in die bewegte saarländische Geschichte der letzten 150 Jahre. Eine Vielzahl unterschiedlicher Ausstellungsstücke, die das Leben der letzten 150 Jahre nahebringen sollen, machen dieses Museum auch für Kinder interessant. Ideal ist es als Ziel für Ausflüge mehrerer Generationen einer Familie geeignet, weil den Ausstellungsstücken dann auch persönliche Geschichten und Erfahrungen hinzugefügt werden können.
- Das historische Kupferbergwerk in Düppenweiler.

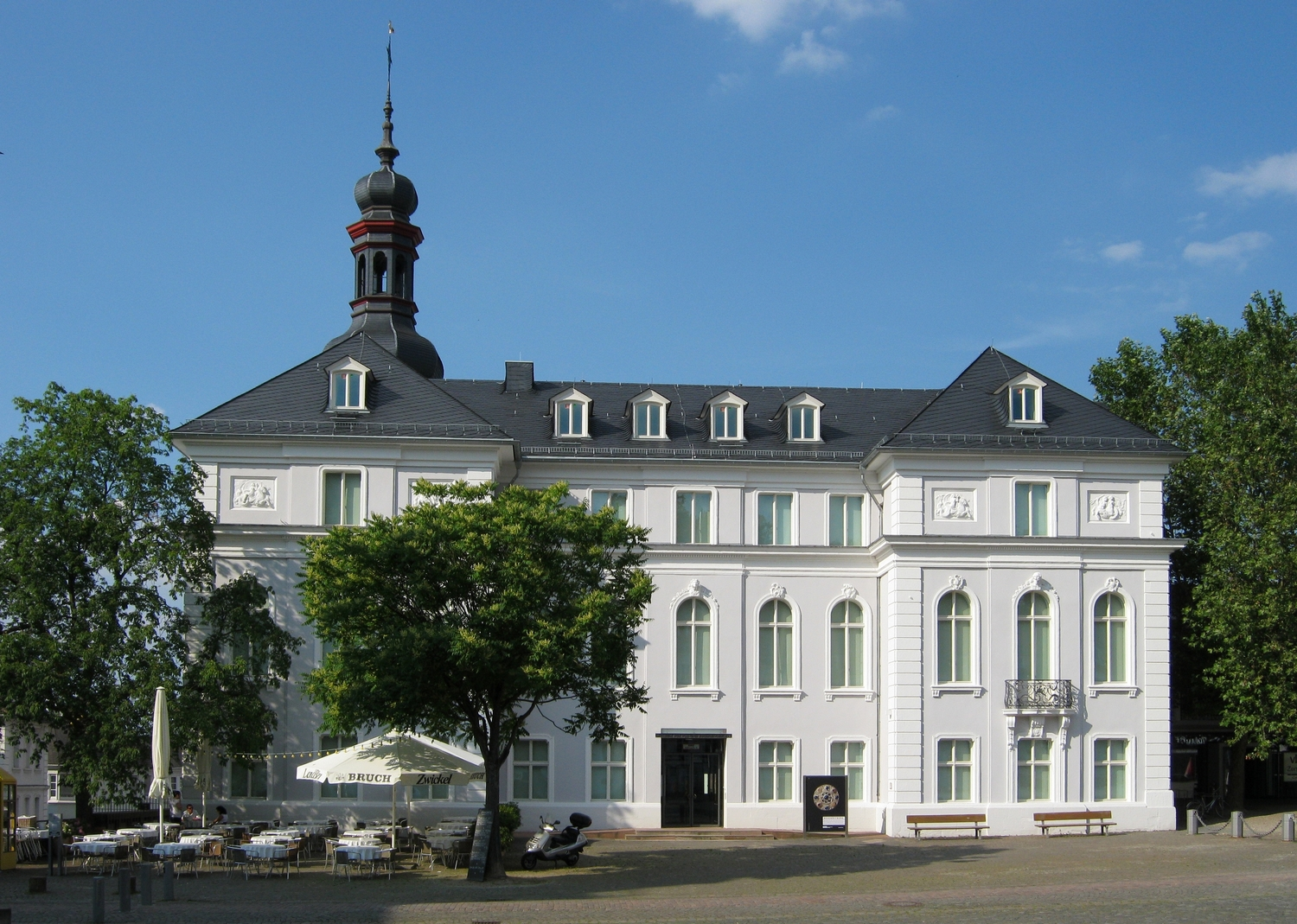
Das Museum für Vor- und Frühgeschichte am Schlossplatz in Saarbrücken

- Das Museum für Vor- und Frühgeschichte am Schlossplatz in Saarbrücken bietet eine Auswahl von interessanten Exponaten von der Steinzeit bis zu den Karolingern.
- Das Römermuseum bei Homburg-Schwarzenacker.
- Das Saarlandmuseum mit Moderner Galerie, Alter Sammlung und dem Museum in der Schlosskirche
- Das Museum Schloss Fellenberg in Merzig
- Das Deutsche Zeitungsmuseum in Wadgassen zeigt Exponate zur geschichtlichen Entwicklung, zur technischen Herstellung und Distribution der Zeitung.
- Das Zollmuseum in Habkirchen / Mandelbachtal zeigt Exponate aus der wechselhaften Grenzgeschichte des Landes.
- Das Museum für dörfliche Alltagskultur in Gerheim-Rubenheim zeigt das dörfliche Alltagsleben, vor allem das der unteren Sozialschichten wie z. B. der kleinen Bauernfamilien des 19. und 20. Jahrhunderts, der Tagelöhner, Handwerker und Arbeiter. Berücksichtigung findet dabei der gesamte Saarraum und die angrenzenden Gebiete.
- Das Mineralienmuseum in Freisen zeigt eine große Anzahl verschiedener Steine, Achate und versteinerter Hölzer aus der Region Idar-Oberstein, Oberkirchen und Freisen.

## Zoos und Tiergehege
- Saarbrücker Zoo
- Wildpark Saarbrücken
- Wolfspark Werner Freund
- Zoologischer Garten Neunkirchen
- Naturwildpark Freisen
- Wild- und Wanderpark Weiskirchen-Rappweiler

## Wander- und Radwege
Die Wanderwege des Saarlandes werden durch den Saarwald-Verein markiert, der wichtigste und längste dieser Wege ist der Saarland-Rundwanderweg, derzeit umfasst das Wegenetz eine Strecke von 2400 Kilometern. Auch viele saarländische Gemeinden und die Landkreise errichteten zahlreiche Wanderwege.
Alter Grenzweg in der Gemeinde Überherrn: Dieser Weg führt entlang alter Verbindungswege von Deutschland nach Frankreich und zurück. Entlang des Weges gibt es Tafeln mit Informationen über den Abbau von Kalk für die Stahlindustrie, die Senderanlagen Europe 1 und weitere Sehenswürdigkeiten, wie das Europadenkmal in Berus.

## Legale Lost Places
- Geisterbrücke Saarbrücken. Solitäre Autobahnbrücke über die Saar völlig ohne Anschluss. Wird gerne als Filmkulisse genutzt. Freier Zugang von St. Arnual möglich.

- Ehemaliges Naturfreibad Saarbrücken im Fischbachtal (Rußhütte). Morbides Relikt einer vergangenen Badekultur. Vom Wald zurück erobert.

## Kuriositäten
- Am Bostalsee wurde ein auf dem Dach stehendes Haus errichtet.